# Kanton Saint-Étienne-5
Der Kanton Saint-Étienne-5 ist seit 2015 ein französischer Wahlkreis im Arrondissement Saint-Étienne im Département Loire der  Region Auvergne-Rhône-Alpes. Hauptort ist Saint-Étienne. 

## Gemeinden
Der Kanton besteht aus drei Gemeinden und Gemeindeteilen mit insgesamt 35.681 Einwohnern (Stand: 2022) auf einer Gesamtfläche von 30,58 km²:
| Gemeinde               | Einwohner 1. Januar 2022 | Fläche km² | Dichte Einw./km² | Code INSEE | Postleitzahl        |
| ---------------------- | ------------------------ | ---------- | ---------------- | ---------- | ------------------- |
| Saint-Étienne          | 22.769                   | 15,92      | 1.430            | 42218      | 42000, 42100, 42230 |
| Saint-Jean-Bonnefonds  | 6.594                    | 11,59      | 569              | 42237      | 42650               |
| Saint-Priest-en-Jarez  | 6.318                    | 3,07       | 2.058            | 42275      | 42270               |
| Kanton Saint-Étienne-5 | 35.681                   | 30,58      | 1.167            | 4218       | –                   |

1. ↑   Nur der nordöstliche Teil der Gemeinde, der Rest verteilt sich auf die Kantone Saint-Étienne-1, Saint-Étienne-2, Saint-Étienne-3, Saint-Étienne-4 und Saint-Étienne-6.